# Robert J. Walker

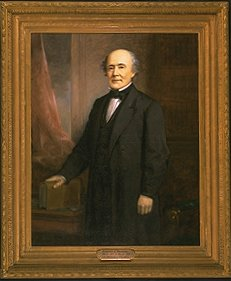
Porträtt av Robert J. Walker

Robert John Walker, född 23 juli 1801 i Northumberland, Pennsylvania, USA, död 11 november 1869 i Washington, D.C., var en amerikansk demokratisk politiker, ekonom och advokat.
Walker arbetade som advokat i Pittsburgh 1822-1826. Sedan flyttade han till Mississippi där han blev spekulatör i bomull, jordegendom och slavar. Han frigav sina egna slavar 1838.
Han var demokratisk ledamot av USA:s senat från Mississippi 1835-1845. Han var en anhängare av expansionismen. Han stödde James K. Polk i 1844 års presidentval och röstade 1845 för annekteringen av Republiken Texas.
Han tjänstgjorde som USA:s finansminister i president Polks kabinett 1845-1849 och hade stort inflytande i kabinetten. En av hans uppgifter som finansminister var finansieringen av mexikanska kriget. Han skrev också ett utkast till 1849 års lag om grundandet av USA:s inrikesdepartement. Han är mest känd för finansministeriets rapport från 1845. Rapporten är ett angrepp på protektionismen.
Efter tiden som finansminister fortsatte Walker sin karriär som spekulatör. Han blev våren 1857 utnämnd till guvernör i Kansasterritoriet men avgick redan i november samma år på grund av motståndet till den föreslagna konstitutionen för territoriet.
Han stödde nordstaterna i amerikanska inbördeskriget. Han gjorde mycket i Europa under åren 1863 och 1864 för att skapa förtroende för regeringens förmåga att klara av finanserna. Han lyckades säkra ett stort lån från Tyskland för USA:s regering. Därefter arbetade han som advokat i Washington, D.C.